# Marine Corps Base Camp Lejeune

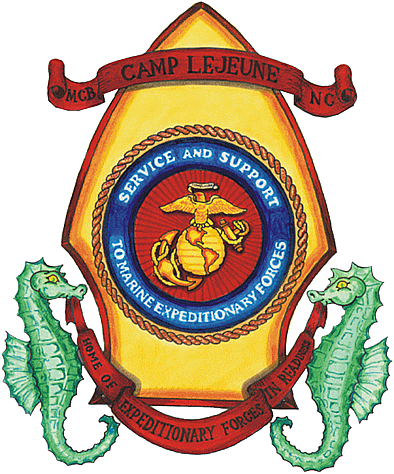
Heraldiskt vapen.

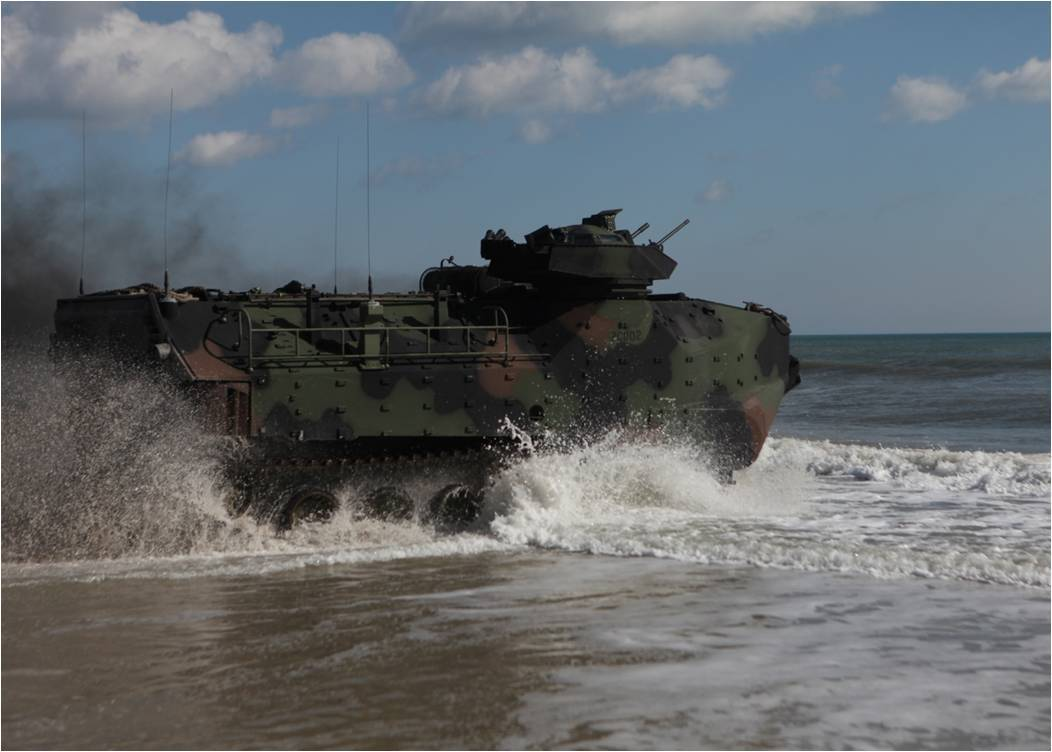
Amfibiskt och splitterskyddat trupptransportfordon av typ AAV-7A1 går till sjöss vid Camp Lejeune, 2012.

Marine Corps Base Camp Lejeune är en militär anläggning tillhörande USA:s marinkår i Jacksonville, Onslow County, i delstaten North Carolina. 
Arealen är på 640 km² och har en kustlinje på 23 km som gör den lämplig för att öva amfibiekrigföring. Eftersom Camp Lejeune är placerad mellan två djuphamnar i Wilmington och Morehead City möjliggörs snabba sjötransporter av förbanden.
Camp Lejeune byggdes under andra världskriget och är uppkallad efter generallöjtnant John A. Lejeune (1867-1942) som var den 13:e marinkårskommendanten mellan 1920 och 1929. Camp Lejeune är huvudbasen för marinkårens stridande förband vid USA:s östkust.

## Förband
På Camp Lejeune finns högkvarteret för II Marine Expeditionary Force (II MEF) som är en Marine Air-Ground Task Force (leds av en generallöjtnant och motsvarar en armékår) och i vilket ingår:
- 2nd Marine Division (2nd MARDIV) - markstridskomponent
- 2nd Marine Aircraft Wing (2nd MAW) - flygkomponent
- 2nd Marine Logistics Group (2nd MLG) - trängkomponent

II Marine Expeditionary Force i sin tur ingår i United States Marine Corps Forces Command (MARFORCOM) vars styrkor operativt tilldelas försvarsgrensövergripande militärbefälhavare.